# Campionati Internazionali di Sicilia
Campionati Internazionali di Sicilia byl mužský profesionální tenisový turnaj původně organizovaný Grand Prix a v letech 1990–2006 hraný jako součást okruhu ATP. Před rokem 1979 se uskutečňoval nepravidelně. První ročník proběhl již v roce 1935.
Turnaj se konal v italském Palermu na otevřených antukových dvorcích.
V roce 2009 na něj navázal nový palermský turnaj Sicilia Classic, událost hraná v druhé nejvyšší úrovni mužského tenisu ATP Challenger Tour.

## Výsledky

### Dvouhra
| Rok  | Vítěz                  | finalista           | výsledek                |
| ---- | ---------------------- | ------------------- | ----------------------- |
| 1979 | Björn Borg             | Corrado Barazzutti  | 6–4, 6–0, 6–4           |
| 1980 | Guillermo Vilas        | Paul McNamee        | 6–4, 6–0, 6–0           |
| 1981 | Manuel Orantes         | Pedro Rebolledo     | 6–4, 6–0, 6–0           |
| 1982 | Mario Martinez         | John Alexander      | 6–4, 7–5                |
| 1983 | Jimmy Arias            | José Luis Clerc     | 6–2, 2–6, 6–0           |
| 1984 | Francesco Cancellotti  | Miloslav Mečíř      | 6–0, 6–3                |
| 1985 | Thierry Tulasne        | Joakim Nyström      | 6–2, 6–0                |
| 1986 | Ulf Stenlund           | Pablo Arraya        | 6–2, 6–3                |
| 1987 | Martín Jaite           | Karel Nováček       | 7–6, 6–7, 6–4           |
| 1988 | Mats Wilander          | Kent Carlsson       | 6–1, 3–6, 6–4           |
| 1989 | Guillermo Pérez-Roldán | Paolo Canè          | 6–1, 6–4                |
| 1990 | Franco Davín           | Juan Aguilera       | 6–1, 6–1                |
| 1991 | Frederic Fontang       | Emilio Sánchez      | 1–6, 6–3, 6–3           |
| 1992 | Sergi Bruguera         | Emilio Sánchez      | 6–1, 6–3                |
| 1993 | Thomas Muster          | Sergi Bruguera      | 7–6(7–2), 7–5           |
| 1994 | Alberto Berasategui    | Àlex Corretja       | 2–6, 7–6(8–6), 6–4      |
| 1995 | Francisco Clavet       | Jordi Burillo       | 6–7(3–7), 6–3, 7–6(7–1) |
| 1996 | Karim Alami            | Adrian Voinea       | 7–5, 2–1skreč           |
| 1997 | Alberto Berasategui    | Dominik Hrbatý      | 6–4, 6–2                |
| 1998 | Mariano Puerta         | Franco Squillari    | 6–3, 6–2                |
| 1999 | Arnaud di Pasquale     | Alberto Berasategui | 6–1, 6–3                |
| 2000 | Olivier Rochus         | Diego Nargiso       | 7–6(16–14), 6–1         |
| 2001 | Félix Mantilla         | David Nalbandian    | 7–6(7–2), 6–4           |
| 2002 | Fernando González      | José Acasuso        | 5–7, 6–3, 6–1           |
| 2003 | Nicolás Massú          | Paul-Henri Mathieu  | 1–6, 6–2, 7–6(7–0)      |
| 2004 | Tomáš Berdych          | Filippo Volandri    | 6–3, 6–3                |
| 2005 | Igor Andrejev          | Filippo Volandri    | 0–6, 6–1, 6–3           |
| 2006 | Filippo Volandri       | Nicolás Lapentti    | 5–7, 6–1, 6–3           |

### Čtyřhra
| Rok  | Vítěz                             | finalista                            | výsledek      |
| ---- | --------------------------------- | ------------------------------------ | ------------- |
| 2006 | Martín García Luis Horna          | Mariusz Fyrstenberg Marcin Matkowski | 7–6, 7–6      |
| 2005 | Martín García Mariano Hood        | Mariusz Fyrstenberg Marcin Matkowski | 6–2, 6–3      |
| 2004 | Lucas Arnold Ker Mariano Hood     | Gastón Etlis Martín Rodríguez        | 7–5, 6–2      |
| 2003 | Lucas Arnold Ker Mariano Hood     | František Čermák Leoš Friedl         | 7–6, 6–7, 6–3 |
| 2002 | Lucas Arnold Ker Luis Lobo        | František Čermák Leoš Friedl         | 6–4, 4–6, 6–2 |
| 2001 | Tomás Carbonell Daniel Orsanic    | Enzo Artoni Emilio Benfele Alvarez   | 6–2, 2–6, 6–2 |
| 2000 | Tomás Carbonell Martín García     | Pablo Albano Marc-Kevin Goellner     | bez boje      |
| 1999 | Mariano Hood Sebastián Prieto     | Lan Bale Alberto Martín              | 6–3, 6–1      |
| 1998 | Donald Johnson Francisco Montana  | Pablo Albano Daniel Orsanic          | 6–4, 7–6      |
| 1997 | Andrew Kratzmann Libor Pimek      | Hendrik Jan Davids Daniel Orsanic    | 3–6, 6–3, 7–6 |
| 1996 | Andrew Kratzmann Marcos Ondruska  | Cristian Brandi Emilio Sánchez       | 7–6, 6–4      |
| 1995 | Àlex Corretja Fabrice Santoro     | Hendrik Jan Davids Piet Norval       | 6–7, 6–4, 6–3 |
| 1994 | Tom Kempers Jack Waite            | Neil Broad Greg Van Emburgh          | 7–6, 6–4      |
| 1993 | Sergio Casal Emilio Sánchez       | Juan Garat Jorge Lozano              | 6–3, 6–3      |
| 1992 | Johan Donar Ola Jonsson           | Horacio de la Peña Vojtěch Flégl     | 5–7, 6–3, 6–4 |
| 1991 | Jacco Eltingh Tom Kempers         | Emilio Sánchez Javier Sánchez        | 3–6, 6–3, 6–3 |
| 1990 | Sergio Casal Emilio Sánchez       | Carlos Costa Horacio de la Peña      | 6–3, 6–4      |
| 1989 | Peter Ballauff Rudiger Haas       | Goran Ivanišević Diego Nargiso       | 6–2, 6–7, 6–4 |
| 1988 | Carlos Di Laura Marcelo Filippini | Alberto Mancini Christian Miniussi   | 6–2, 6–0      |
| 1987 | Leonardo Lavalle Claudio Panatta  | Petr Korda Tomáš Šmíd                | 3–6, 6–4, 6–4 |
| 1986 | Paolo Canè Simone Colombo         | Claudio Mezzadri Gianni Ocleppo      | 7–5, 6–3      |
| 1985 | Colin Dowdeswell Joakim Nyström   | Sergio Casal Emilio Sánchez          | 6–4, 6–7, 7–6 |
| 1984 | Tomáš Šmíd Blaine Willenborg      | Claudio Panatta Henrik Sundström     | 6–7, 6–3, 6–0 |
| 1983 | Pablo Arraya José Luis Clerc      | Tian Viljoen Danie Visser            | 1–6, 6–4, 6–4 |
| 1982 | Gianni Marchetti Enzo Vattuone    | José Luis Damiani Diego Pérez        | 6–4, 6–7, 6–3 |
| 1981 | José Luis Damiani Diego Pérez     | Jaime Fillol Belus Prajoux           | 6–1, 6–4      |
| 1980 | Gianni Ocleppo Ricardo Ycaza      | Víctor Pecci Balázs Taróczy          | 6–2, 6–2      |
| 1979 | Peter McNamara Paul McNamee       | Ismail El Shafei John Feaver         | 7–5, 7–6      |